# Хидрок
Хидрок (V век) — отшельник из Ланхидрока. День памяти — 5 мая.
Святой Хидрок (Hydroc), или Хидок (Hydoc) был отшельником. Его почитают покровителем в  Ланхидроке, Корнуолл, Англия. Иногда считают, что здесь речь идёт о святых ирландцах Хайдхране (Huydhran) или Одране. 

## Тропарь святому Хидроку, глас 4
O holy Hydroc who didst witness for the Faith and shine in Cornwall:/
pray that the darkness of our present times may be dispersed by bold preachers like thyself,/
that God may be glorified in these lands.